# Хараман, Илсивет
Илсивет Харама́н (греч. Ιλςιβέτ Χαραμάν) — румейская народная поэтесса, жившая в середине XIX века.
Старейшая из известных румейских составителей песен. Дочь Филиппа Харамана из греческого села Сартана (сейчас посёлок в Кальмиусском районе города Мариуполя Донецкой области Украины). Была супругой некоего Ф. Скворца из того же села. Точные даты её жизни неизвестны.

## О Йоркасе
Единственное её уцелевшее произведение — это песнь «Об Йоркасе», в которой описываются события 1860-х годов — исследовательница румейского народного и авторского творчества Кассандра Костан относит эти события к 1860 году, языковед Д. Спиридонов — к 1865 году. Песня имеет все признаки народного творчества; размер семисложный с двумя нерегулярными ударениями, рифмы нет.
В основу сюжета песни легла следующая криминальная история. Во время голода трое жителей Сартаны поехали за хлебом к местности выше устья Дона. По дороге они пересеклись с государственной почтой, которая, как оказалось, увозила деньги. Почтальоны пьянствовали по кабакам и как-то потеряли чемодан с деньгами, а его подобрали сартанские работники, часть забрали себе, а остальные спрятали в скирде. Деньги были неразрезаны, в форме длинных бумажных лент, и сартанцы их рвали на части (многие и попортили). Общая сумма составляла якобы 170 тысяч рублей. Закупая хлеб, они рассчитывались этими деньгами, а на вопросы отвечали, что получили их от продажи быков. На обратном пути были задержаны полицией и обысканы, но денег у них не нашли. Забрав деньги из тайника, вернулись в Сартану, где начали пить, гулять, раздавать деньги родственникам и хвастаться. После этого на них донесли. Вскоре все трое были арестованы и отправлены в тюрьму в Новочеркасске. Там их продержали три года; за это время один из них, Йоркас Дранга, герой песни, умер, а два других (Андреяс Мамай и Стифанс Чиркез) вернулись.
О причудливой судьбе этих денег было много преданий, бытовавших в Сартане долгое время: как их теряли и находили, как ими пренебрегали и разбрасывались (некоторые эпизоды напоминают потлач североамериканских индейцев).